# Телячий мох-2
Телячий мох-2 — гідрологічний заказник місцевого значення. Об'єкт розташований на території Звягельського району Житомирської області, ДП «Ємільчинське ЛГ», Кочичинське лісництво, кв. 1, 2, 5, 6, 7, 10, 11, 12.
Площа — 915 га, статус отриманий у 1988 році.